# Arsenal de Frankford
L’arsenal de Frankford est une ancienne usine de munitions de l'Armée de terre des États-Unis, adjacente au faubourg de Bridesburg, au nord-est de Philadelphie et au nord du délaissé du ruisseau de Frankford Creek.

## Historique
Aménagé en 1816 sur un terrain de 8 ha par l'administration Madison, il fut le laboratoire de mise au point des munitions pour armes légères de l'armée américaine jusqu'à sa dissolution en 1977. Parmi les nombreuses autres productions de l'arsenal, des systèmes de guidage de tir et des télémètres, ainsi que des étalons pour ces composants.
Lorsqu'éclata la Guerre de Sécession, le commandant de l'arsenal, Josiah Gorgas, préféra démissionner avant de s'engager dans l'Armée confédérée par respect de la promesse qu'il avait faite à sa femme, native de l'Alabama. Il se présenta devant la capitale sudiste, Richmond, avec un important fourniment de fusils et de cartouches. Vers la fin de ce conflit, l’arsenal employait plus de 1 000 ouvriers. Il servait de dépôt d'armes et de pièces d'artillerie, d'entrepôt pour les harnachements de cavalerie et l'équipement d'infanterie ; on y réparait, graissait et nettoyait les harnais et les armes de petit calibre ; on y produisait la poudre et les balles Minié, on y essayait de nouvelles formules de poudre noire et de mèches d'explosifs. Au cours de la campagne de Gettysburg, l’arsenal fournit des dizaines de milliers de carabines et leurs munitions aux régiments du corps auxiliaire de Pennsylvanie. Parmi les innovations testées systématiquement à l'arsenal, il faut citer la mitrailleuse Gatling, une forme primitive de mitrailleuse qui servit énormément tout au long des Guerres indiennes.
Pendant la Première et la Seconde guerre mondiale, l'arsenal connut un regain spectaculaire d'activité, s'imposant comme l'un des principaux bassins d'emploi et une source de revenus majeure pour l'Etat : à son apogée, il employait jusqu'a 22 000 ouvriers.
L’arsenal de Frankford était, comme la Stahlstadt imaginée par Jules Verne, une ville-usine, vivant pratiquement en autarcie avec sa propre police, son service d'incendie, ses cantines, ses dispensaires et ses écoles ; mais il s'intégrait au complexe militaro-industriel américain, fort de bases et laboratoires répartis à travers l'Union. Il hébergeait les laboratoires Pitman-Dunn. Son atelier de polissage de verres optiques, qui produisait les jumelles militaires, était l'un des meilleurs du pays.
Malgré les investissements sans cesse croissants de l'État américain, la production de l'arsenal ne pouvait plus suivre la demande, et les contrats de fabrication étaient de plus en plus adjugés à des industriels. Les ateliers et les ingénieurs furent d'abord transférés à l’Arsenal Picatinny dans le New Jersey.
Pour la campagne présidentielle américaine de 1976, le candidat démocrate à la vice-présidence, Walter Mondale, donna une conférence de presse devant l'Arsenal de Frankford, s'engageant à le relancer s'il était élu ; il n'en fit toutefois rien, et l’arsenal ferma pour de bon en 1977. Pourtant, on y testa une dernière fois quelques inventions, comme les balles à étui en aluminum et acier.

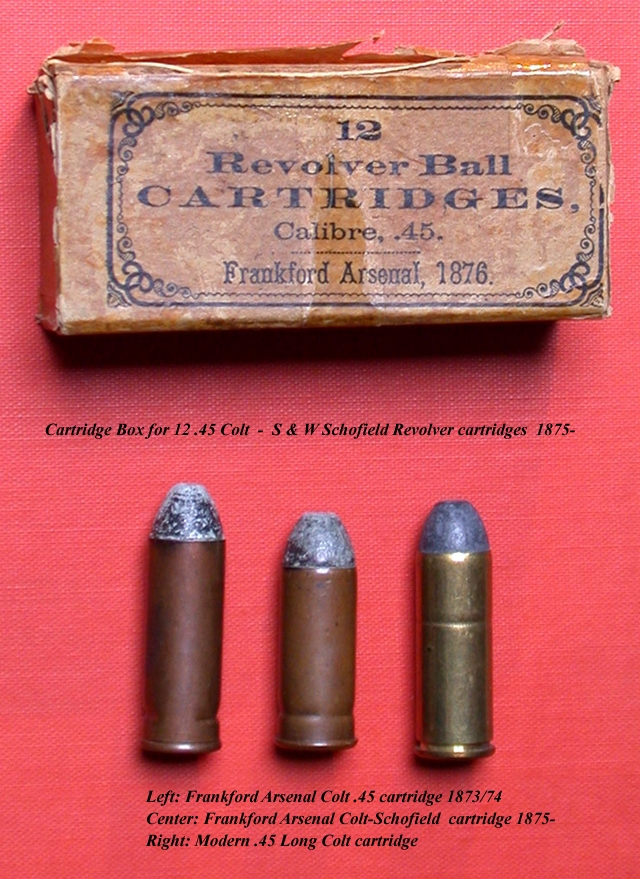
Balles de Colt .45 fabriquées à l'Arsenal Frankford.

La moitié nord du site a été reprise par la Commission de la pêche et de la navigation de  Pennsylvanie, comme estacade le long du Delaware. Au mois d'août 2018, le groupe immobilier Alliance Partners HSP a racheté six des bâtiments de la moitié sud pour y aménager des bureaux.